# Liste der Wappen im Landkreis Kitzingen
Die Liste der Wappen im Landkreis Kitzingen zeigt die Wappen der Gemeinden im bayerischen Landkreis Kitzingen.

## Landkreis Kitzingen

Landkreis Kitzingen In Blau unter goldenem Rebstück eine silberne Steinbrücke mit zwei Bögen; unter dem vorderen Bogen ein rotes Schildchen, darin drei silberne Spitzen, unter dem hinteren Bogen ein von Rot und Silber geviertes Schildchen.
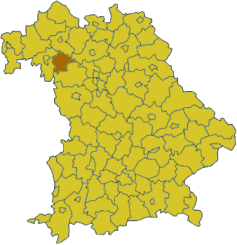
Lage des Landkreises Kitzingen in Bayern
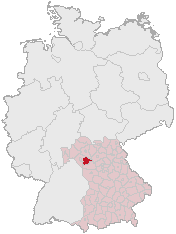
Lage des Landkreises Kitzingen in Deutschland
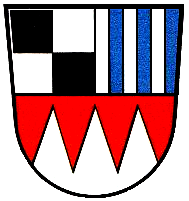
Landkreis Kitzingen (–1972) Geteilt und oben gespalten; vorne geviert von Schwarz und Silber, hinten fünfmal gespalten von Silber und Blau; unten in Rot drei silberne Spitzen.

## Wappen der Städte, Märkte und Gemeinden

Markt Abtswind In Gold ein schwarzer Abtstab, unten überdeckt mit einem springenden roten Fuchs.
Gemeinde Albertshofen Durch schräglinken silbernen Wellenbalken geteilt von Schwarz und Rot; vorne zwei silberne Balken, hinten drei eins zu zwei gestellte silberne Kugeln.[1]
Gemeinde Biebelried Über blauem Bogenschildfuß mit vier silbernen Pfählen in Rot zwischen zwei wachsenden silbernen Ähren ein schwebendes eingekerbtes silbernes Johanniterkreuz.
Gemeinde Buchbrunn In Silber nebeneinander eine bewurzelte grüne Buche und ein schwarzer Röhrenbrunnen.
Gemeinde Castell Geviert von Rot und Silber, aufgelegt eine goldene Burg.
Stadt Dettelbach In Silber eine rote Burg mit zwei Zinnentürmen, in deren offenem Tor ein wachsender, rot gekleideter Bischof mit silbernem Untergewand, in der Linken den goldenen Krummstab haltend, die Rechte zum Segen erhoben; darunter ein von Blau und Rot geteiltes Schildchen; oben eine schräg gestellte, eingekerbte, von Silber und Rot gevierte Fahne an goldener Stange, unten ein silberner Wellenbalken.
Markt Geiselwind Geteilt von Blau und Silber; oben eine schräg liegende goldene Geißel, unten auf grünem Boden ein springender, rot gezungter schwarzer Windhund mit goldenem Halsband.
Markt Großlangheim In Rot der wachsende, silbern gekleidete und golden nimbierte Heilige Jacobus mit einer goldenen Muschel in der Rechten und einem goldenen Wanderstab in der Linken.
Stadt Iphofen In Blau ein silberner Eisenhut, der beiderseits mit einem von Silber und rot gevierten Fähnchen besteckt ist.
Große Kreisstadt Kitzingen In Blau eine durchgehende, oben gezinnte silberne Brücke mit drei Pfeilern.
Markt Kleinlangheim Geteilt; oben geviert von Silber und Schwarz, unten in Gold auf grünem Boden rechts ein grüner Laubbaum, links ein schreitendes silbernes Lamm.
Stadt Mainbernheim In Gold ein aufgerichteter, rot bewehrter schwarzer Bär.
Gemeinde Mainstockheim Gespalten von Grün und Silber; vorne ein silberner Wellenschrägbalken, hinten ein bewurzelter roter Baumstock.
Markt Markt Einersheim In Silber ein Bund von sechs beerenförmigen roten Früchten mit langen grünen Stielen, die unten von einem goldenen Ring zusammen gehalten werden.
Stadt Marktbreit Über blauem Schildfuß, darin ein silberner Wellenbalken, in Blau der silbern gerüstete Heilige Georg mit Helm und Schwert, der dem aufgereckten grünen Lindwurm die goldene Fahnenlanze in den Rachen stößt; auf der silbernen Fahne ein fünfmal von Blau und Silber gespaltener Schild.
Stadt Marktsteft In Gold der wachsende, silbern nimbierte und blau gekleidete Heilige Diakon Stephan, die grüne Märtyrerpalme in der Rechten, der mit der Linken in der gerafften Dalmatika goldene Steine hält.
Gemeinde Martinsheim Geviert; 1: Geviert von Silber und Schwarz; 2: Geteilt, oben fünfmal gespalten von Silber und Blau, unten geteilt und in verwechselten Farben fünfmal gespalten von Rot und Silber; 3: In Silber drei zwei zu eins gestellte rote Kugeln; 4: In Schwarz ein silberner Balken.
Gemeinde Nordheim a.Main Gespalten von Blau und Silber; vorne ein senkrecht stehender silberner Rost, hinten ein roter Palmzweig.
Markt Obernbreit Geviert von Silber und Schwarz.
Stadt Prichsenstadt Gespalten von Blau und Rot; vorne ein silberner Turm mit breitem silbernen Dach, hinten ein aufrechter, doppelschwänziger, gekrönter silberner Löwe, der seine Vorderpranken an den Turm legt.
Gemeinde Rödelsee In Rot ein links gewendeter Schwan, darunter links eine goldene Traube mit goldenem Weinblatt.
Markt Rüdenhausen In Gold ein schwebender roter Rüdenrumpf mit goldenem Halsband.
Markt Schwarzach a.Main In Silber ein breiter schwarzer Schrägbalken, belegt mit einer eingekerbten von Silber und Rot gevierten Fahne an goldener Lanze, begleitet von je drei auf die Spitze gestellten roten Quadraten.
Gemeinde Segnitz Unter von Silber und Schwarz geviertem Schildhaupt in Silber ein roter Rosskopf mit schwarzer Mähne und schwarzem Zaum.
Markt Seinsheim In Silber drei blaue Pfähle, im Ganzen überdeckt mit einem schräglinken goldenen Wellenbalken.
Gemeinde Sommerach Geteilt; oben in Blau wachsend ein Abt in silbernem Pluviale, mit silberner Mitra, silbernem Kelch und Stab; unten in Silber drei zwei zu eins gestellte fünfstrahlige Sterne.
Gemeinde Sulzfeld a.Main In Rot drei gekreuzte silberne Pfeile, beseitet von zwei silbernen heraldischen Rosen mit goldenen Butzen.
Stadt Volkach Gespalten; vorne in Rot drei silberne Spitzen, hinten in Gold ein blauer Schrägwellenbalken. (siehe auch: Wappen der Stadt Volkach)
Gemeinde Wiesenbronn In Silber auf grünem Boden ein gemauerter schwarzer Ziehbrunnen mit einem schwarz und silbern geziegelten und mit zwei goldenen Knäufen versehenen Walmdach auf zwei schwarzen Säulen; an schwarzer Kette ein roter Eimer.
Markt Wiesentheid In Rot auf grünem Boden ein linkshin schreitender, golden gekrönter goldener Löwe, der von drei aus dem Boden wachsenden, beblätterten grünen Rohrstängeln überdeckt ist.
Markt Willanzheim Unter rotem Schildhaupt, darin drei gesenkte silberne Spitzen, siebenmal gespalten von Silber und Blau, belegt mit einem silbernen Schild, darin ein durchgehendes schwarzes Tatzenkreuz.

## Ehemalige Gemeinden mit eigenem Wappen

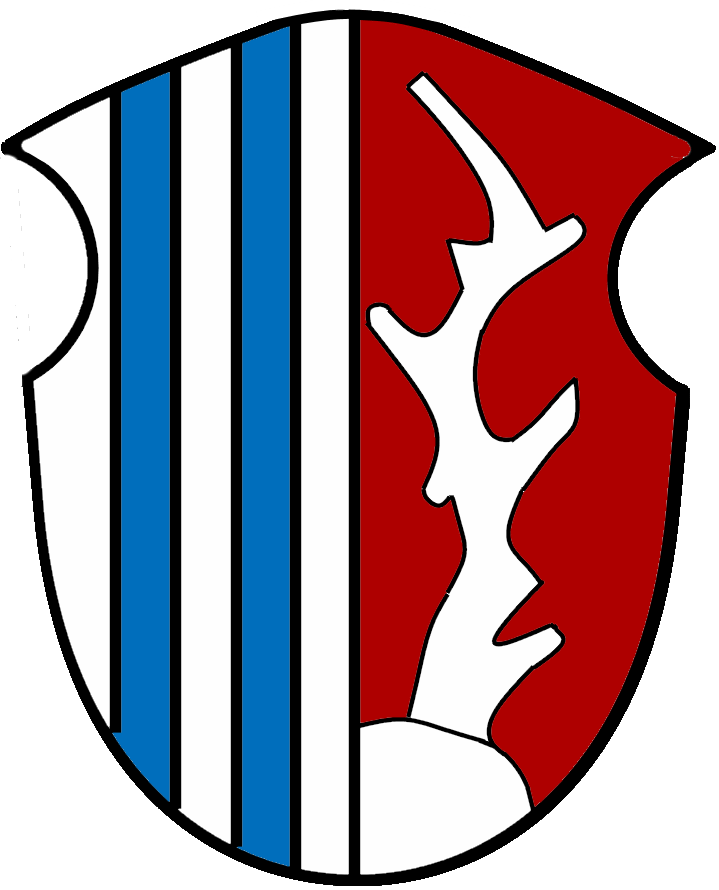
Gemeinde Astheim Gespalten; vorne sechsmal gespalten in Silber und Blau, hinten in Rot ein silberner Ast.
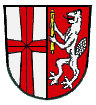
Gemeinde Bibergau Gespalten von Silber und Rot; vorne ein rotes Tatzenkreuz, hinten ein aufspringender silberner Biber mit goldenem Stab in den Vorderpfoten.
Gemeinde Dimbach Gespalten; vorne geteilt von Gold und Blau, oben ein blauer Wellenpfahl, unten ein silberner Balken, der von drei, zwei zu eins gestellten, sechsstrahligen silbernen Sternen begleitet ist; hinten in Rot drei silberne Spitzen.[4]
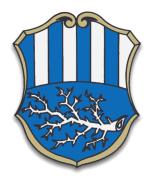
Gemeinde Dornheim Geteilt; oben siebenmal gespalten von Silber und Blau; unten in Blau ein silberner Dornenzweig.
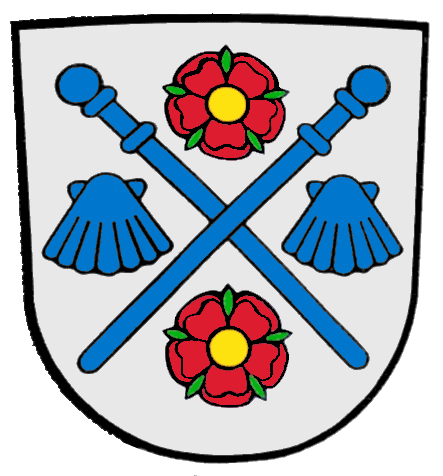
Gemeinde Effeldorf In Silber zwei schräg gekreuzte blaue Pilgerstäbe, beseitet von je einer blauen Pilgermuschel; oben und unten je eine rote heraldische Rose mit goldenem Butzen und grünen Kelchblättern.
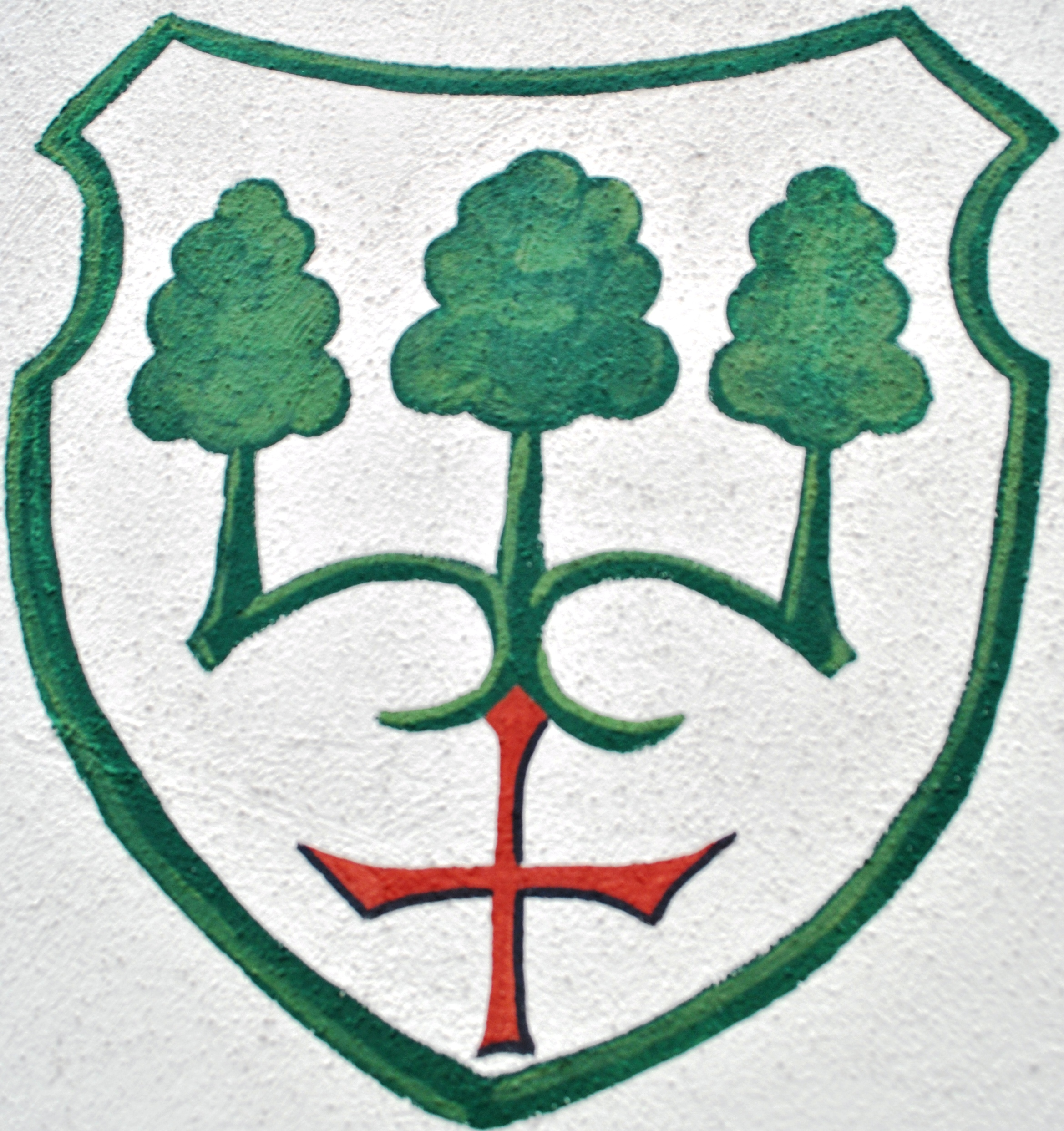
Gemeinde Eichfeld In Silber drei wachsende, grüne Eichen; darunter ein rotes Prankenkreuz.
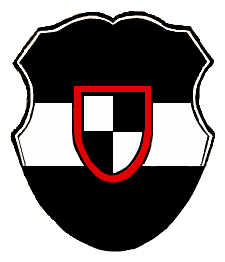
Gemeinde Enheim In Schwarz ein silberner Balken, aufgelegt ein rot bordierter, von Silber und Schwarz gevierter Herzschild.
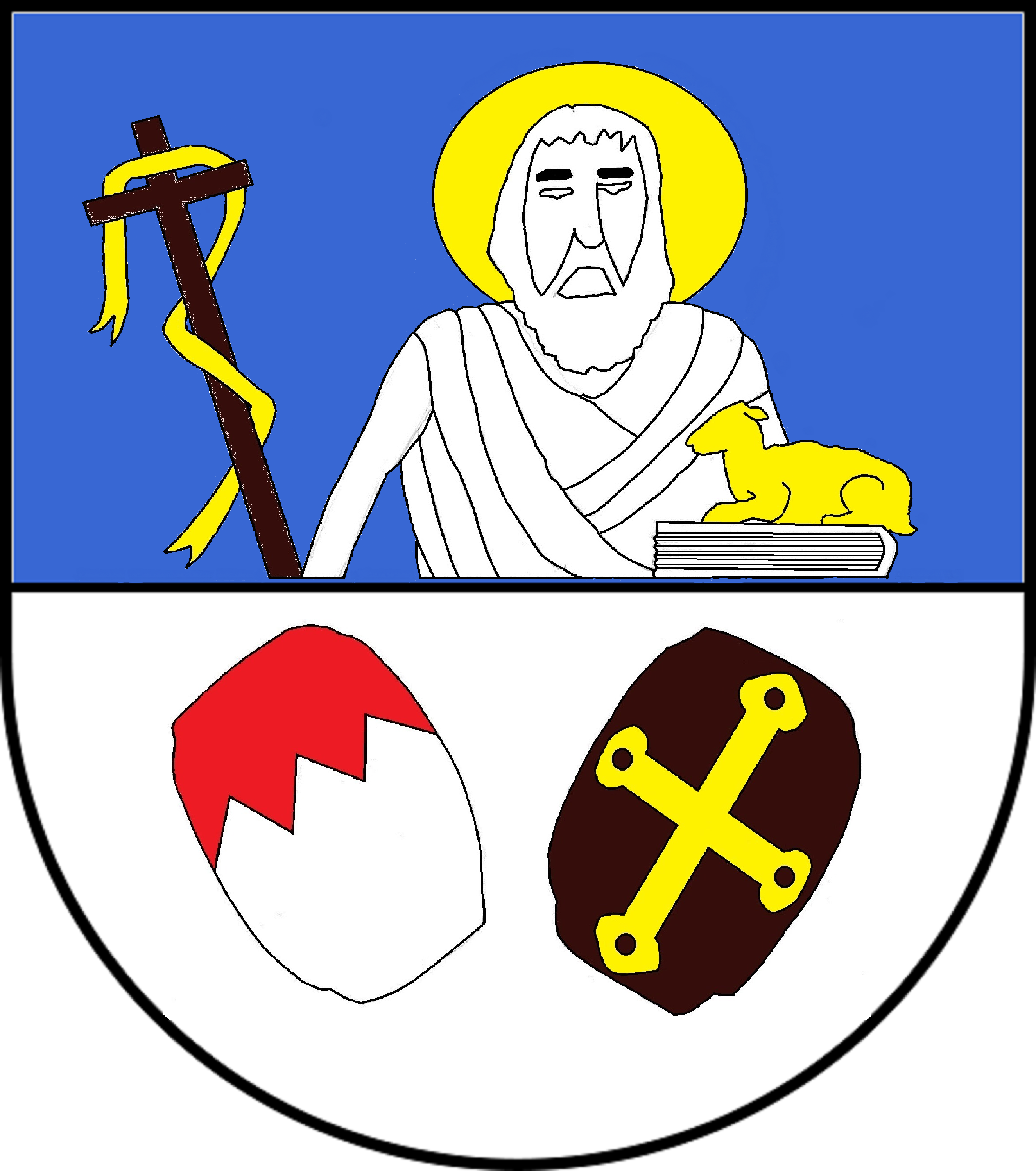
Gemeinde Escherndorf Geteilt; oben in Blau wachsend der heilige Johannes Baptist mit goldener Gloriole, in der Rechten ein braunes Kreuz mit einem goldenen Band, in der Linken ein goldenes, rechtsgewandtes Lamm auf einem Buch; unten in silber zwei Medaillons, rechts in Rot drei silberne Spitzen, links in braun ein goldenes Kreuz.
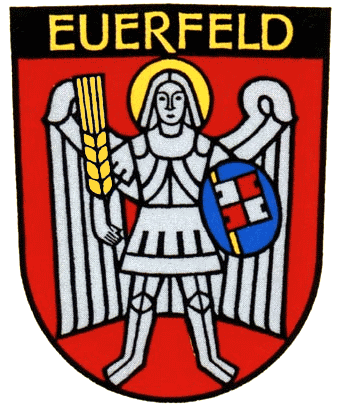
Gemeinde Euerfeld In Rot der stehende, golden nimbierte Erzengel Michael, silbern gewandet, mit silbernen Flügeln; in der Rechten eine goldene Ähre, in der Linken einen ovalen Schild, belegt: in blau schräg gestellte eingekerbte, von Silber und Rot gevierte Fahne an goldener Stange.
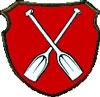
Gemeinde Fahr In Rot zwei gekreuzte silberne Ruder.
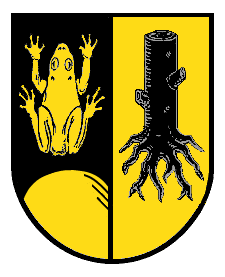
Gemeinde Fröhstockheim Gespalten von Schwarz und Gold; vorne über goldenem Boden ein goldener Frosch, hinten ein bewurzelter schwarzer Baumstock.
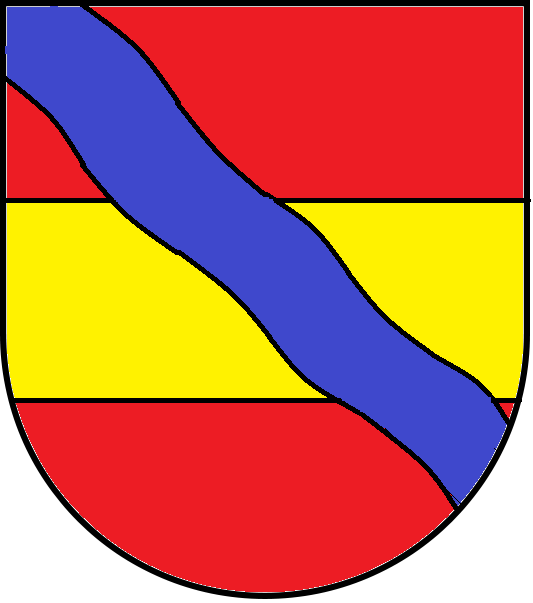
Gemeinde Gaibach In Rot ein goldener Balken, im ganzen überdeckt mit einem schrägrechten, blauen Wellenbalken.
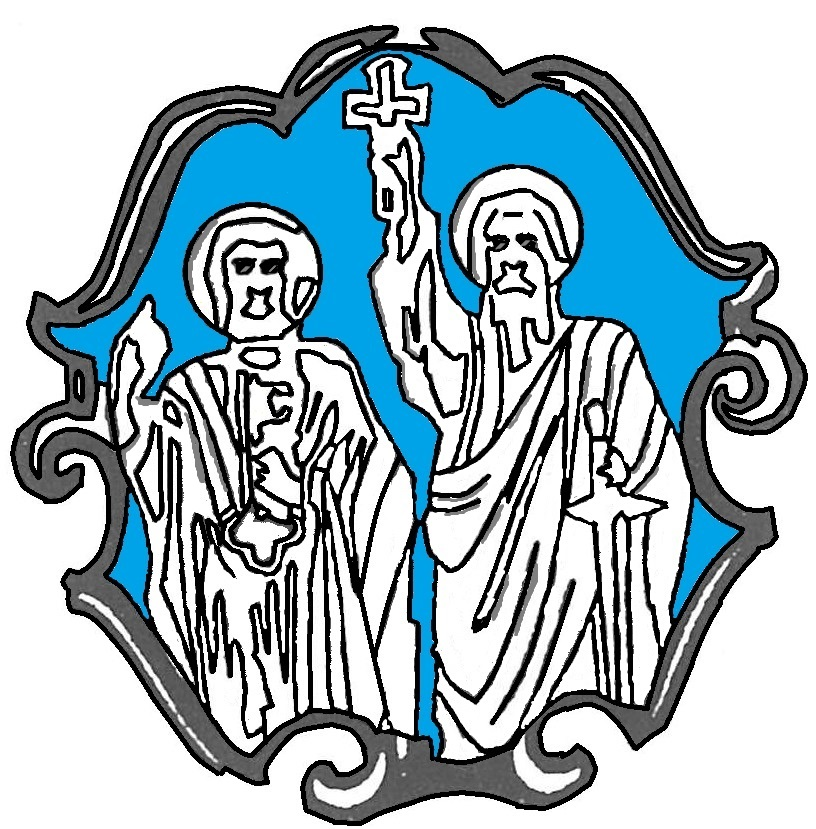
Gemeinde Gnodstadt In Blau die silbern gekleideten Apostelfiguren Petrus (rechts) und Paulus(links), ersterer die Rechte erhoben, in der Linken einen Schlüssel, letzterer in der Linken ein Schwert, die Rechte mit dem Kreuz zum Segen erhoben.
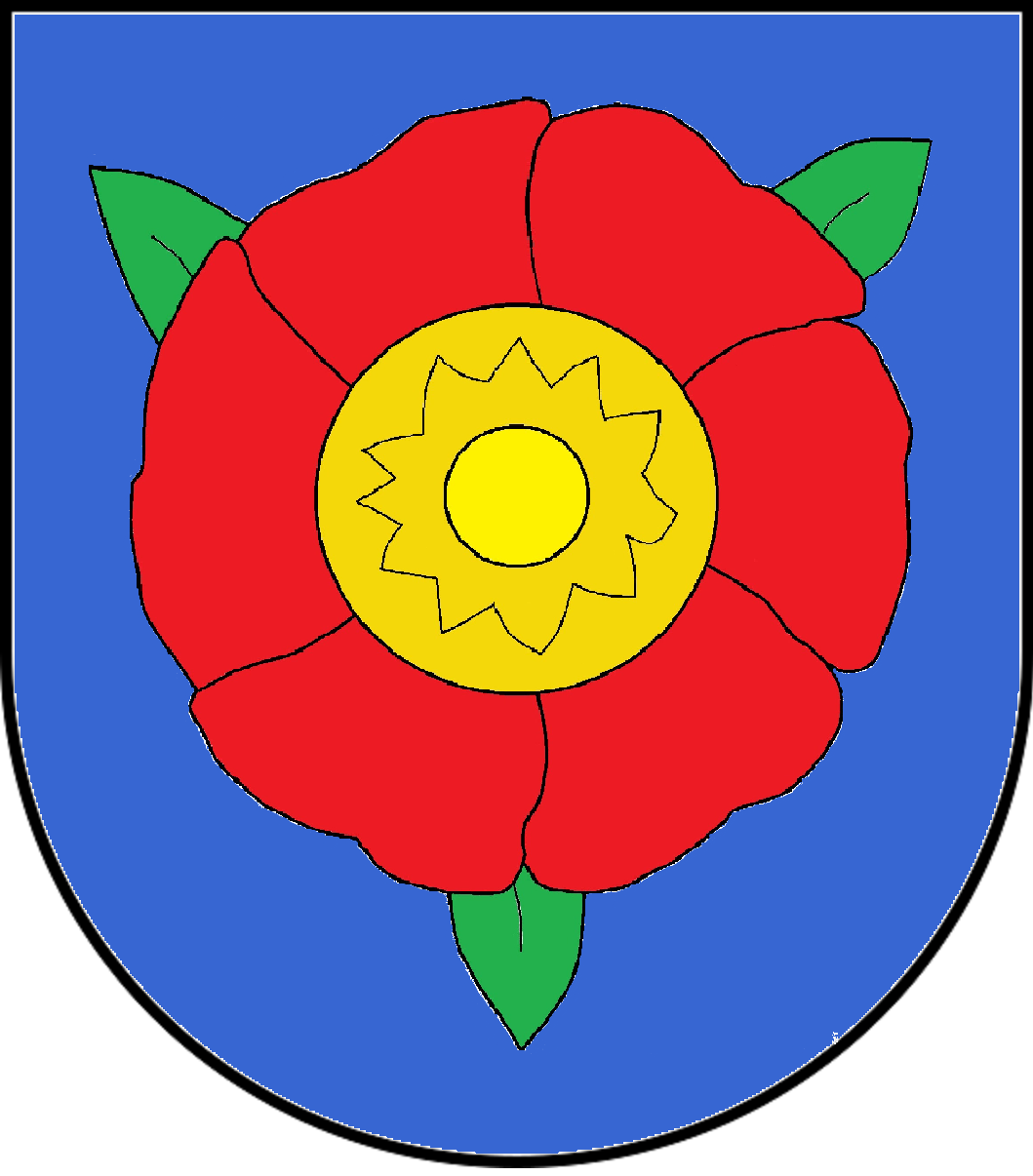
Gemeinde Krautheim In Blau eine rote Blume mit gelbem Butzen und drei, zwei zu eins gestellten, grünen Blättern.
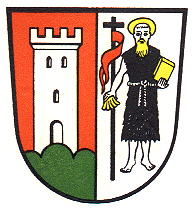
Gemeinde Markt Herrnsheim Gespalten von Rot und Silber; vorne auf grünem Dreiberg ein silberner Zinnenturm; hinten der stehende, golden nimbierte Hl. Johannes der Täufer im schwarzen Fellrock, in der rechten die goldene Taufmuschel, in der linken ein goldenes Buch; rechts hinter ihm ein aufrechtes schwarzes Kreuz mit rotem Wimpel.
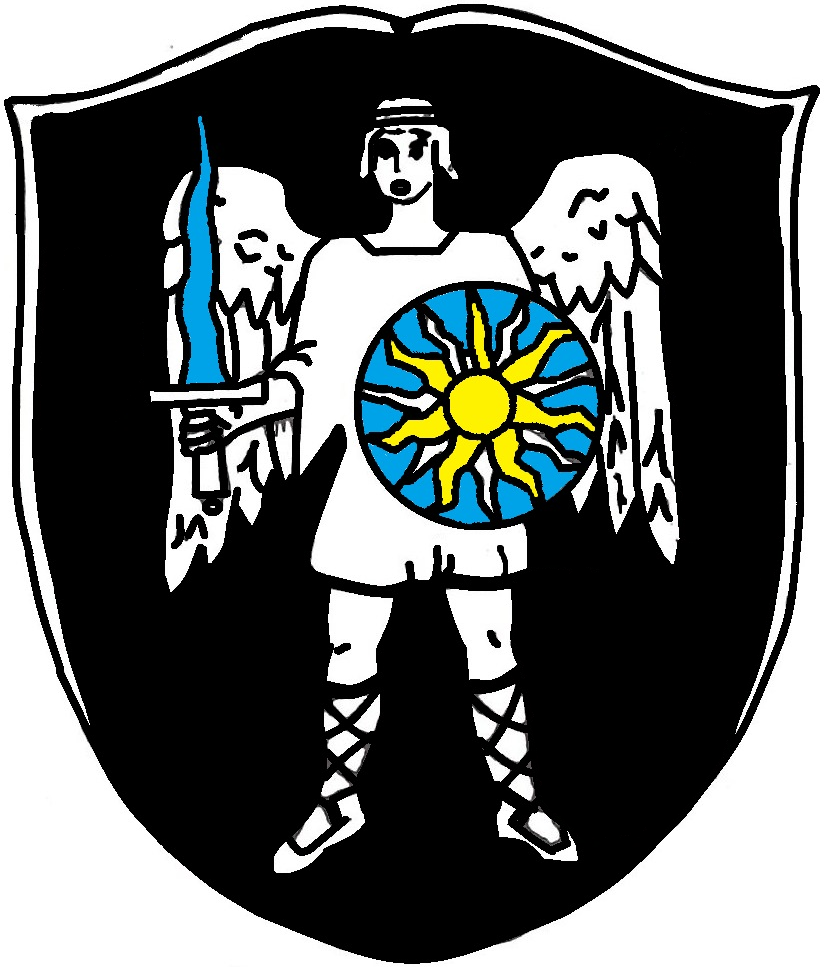
Gemeinde Michelfeld In Schwarz stehender Erzengel Michael in silberner Tunika und mit silbernen Flügeln, das blaue Flammenschwert in der Rechten emporhaltend und einem blauen Rundschild mit golden- und silberstrahliger Sonne in der Linken.
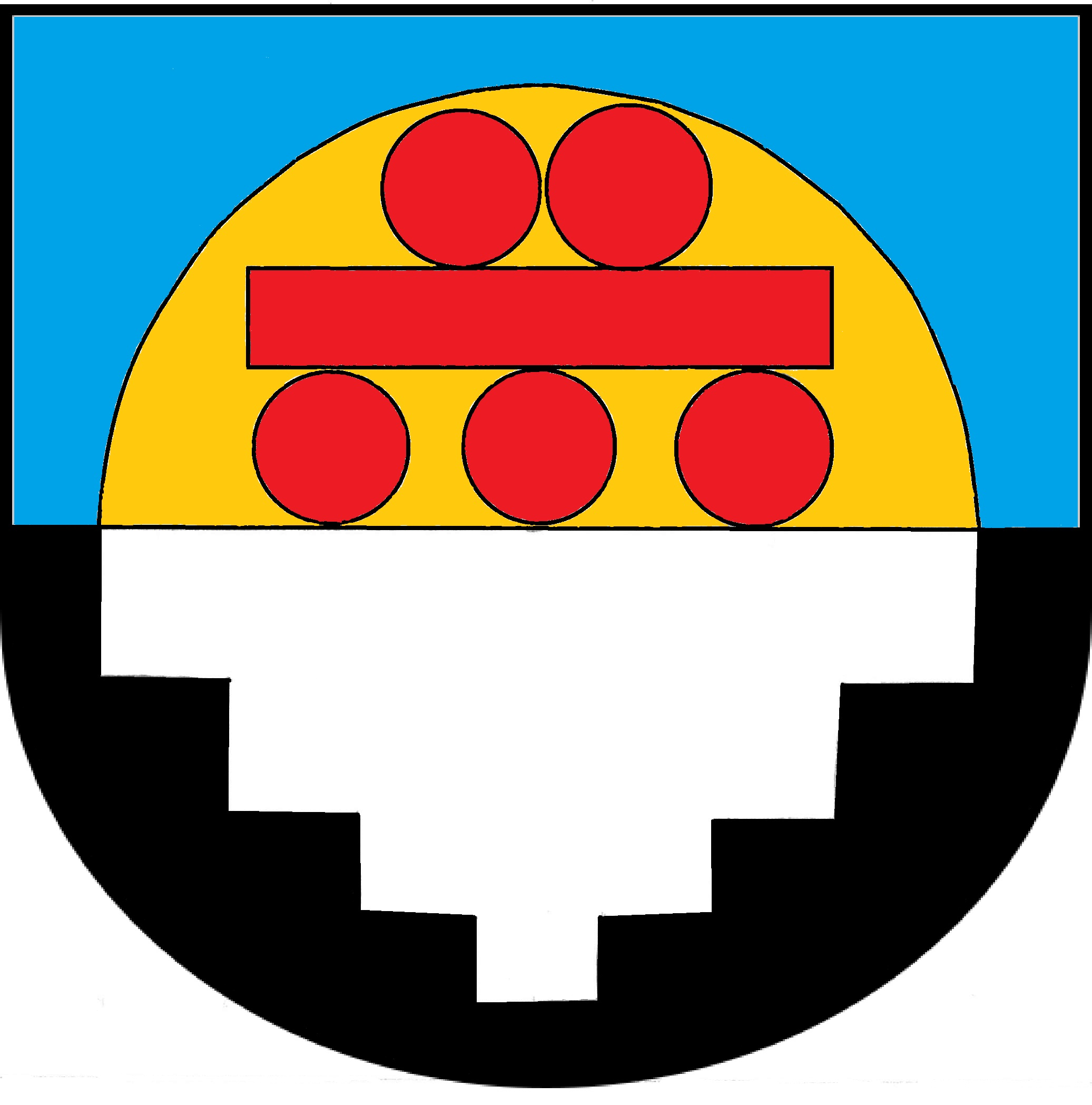
Gemeinde Köhler Geteilt von Blau und Schwarz; oben ein goldener Halbkreis, darin ein roter Balken gerahmt von fünf, zwei zu drei gestellten, roten Kugeln; unten ein verkehrter silberner Treppengiebel.
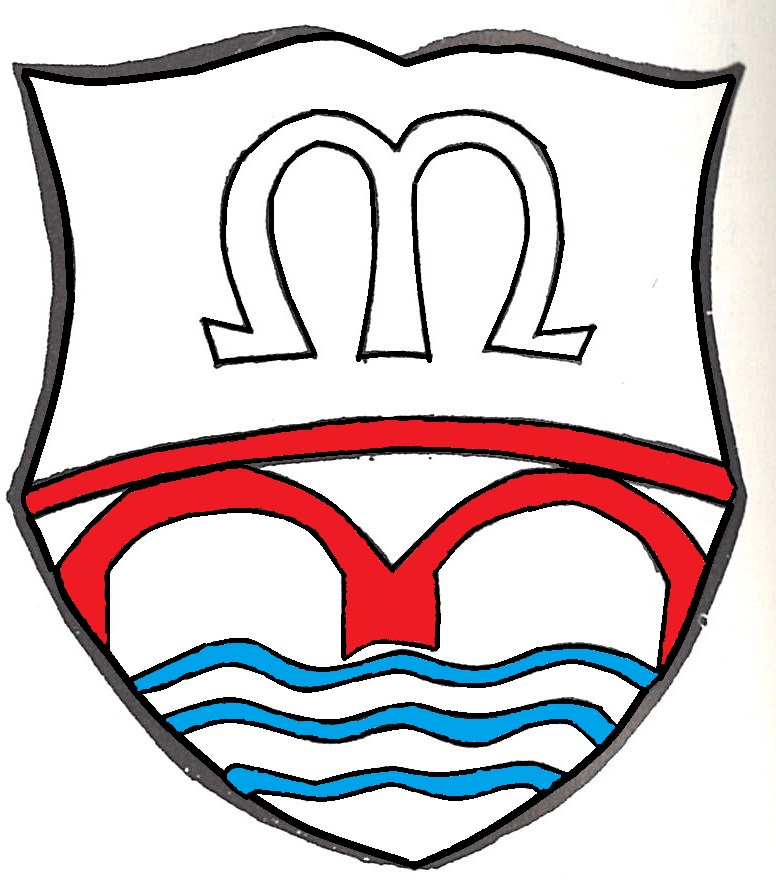
Gemeinde Münsterschwarzach In Silber über drei gesenkten, schmalen, blauen Wellenbalken eine durchgehende rote Brücke mit zwei Bogen, darüber schwebend der Großbuchstabe M
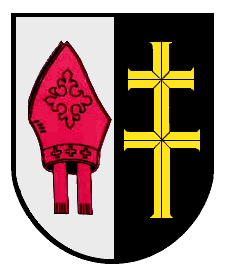
Gemeinde Neuses a.Berg Gespalten von Silber und Schwarz; vorne eine rote Mitra, hinten ein goldenes Patriarchenkreuz.
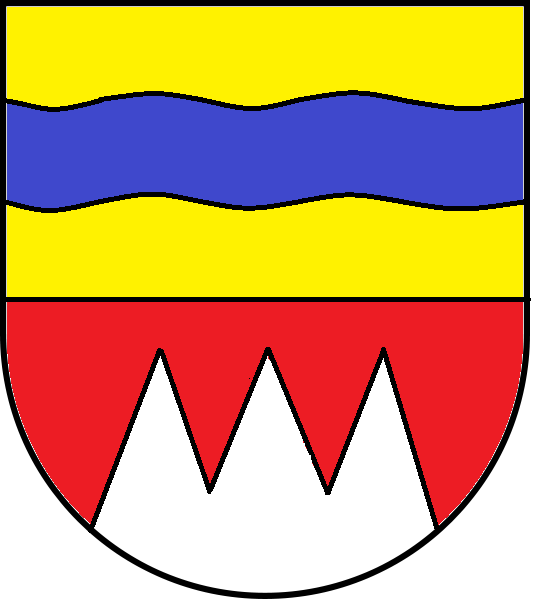
Gemeinde Obervolkach Geteilt; oben in Gelb ein blauer Wellenbalken; unten in Rot drei silberne Spitzen.
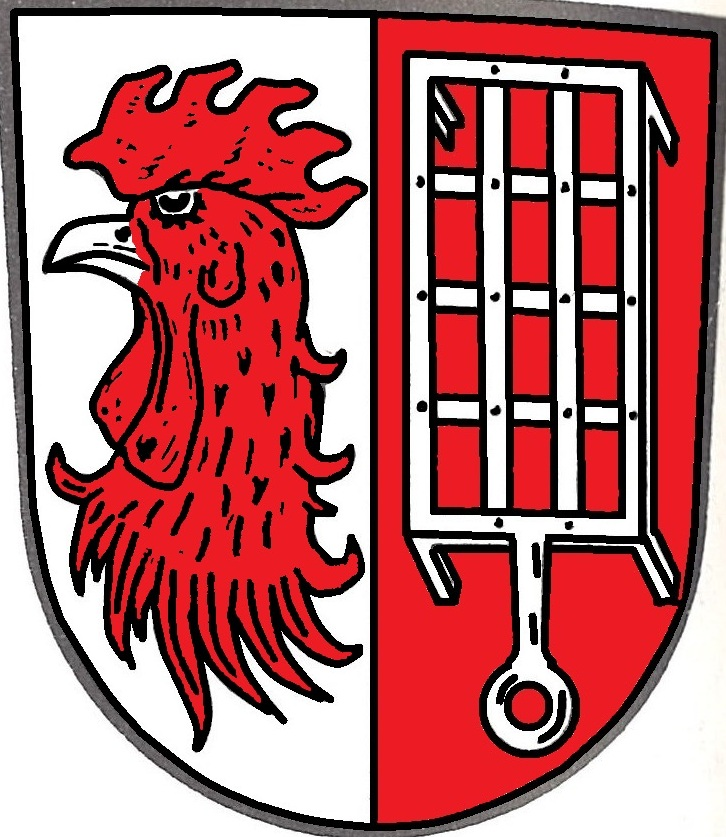
Gemeinde Repperndorf Gespalten von Silber und Rot; vorne ein roter Hahnenkopf, hinten ein senkrecht gestellter silberner Rost.
Gemeinde Reupelsdorf Gespalten; vorne der heilige Sebastian gefesselt an einem Baum, von Pfeilen durchbohrt; hinten zwei gekreuzte Abtsstäbe; die Tingierung ist unklar[16]
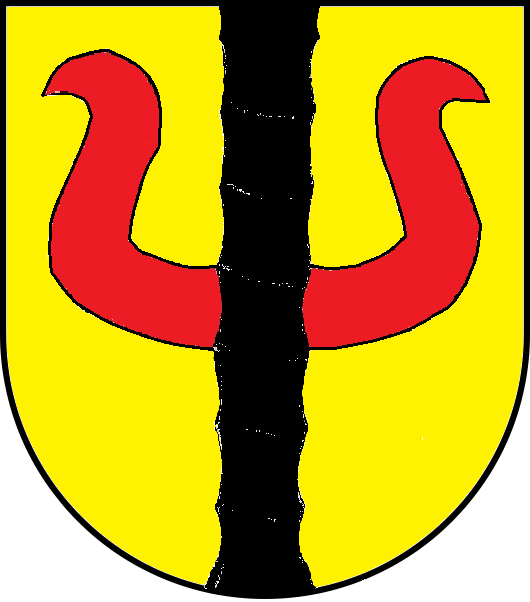
Gemeinde Rimbach In gelb, gespalten durch einen dicken schwarzen Wellenbalken, zwei rote Rinderhörner, einander zugewandt.
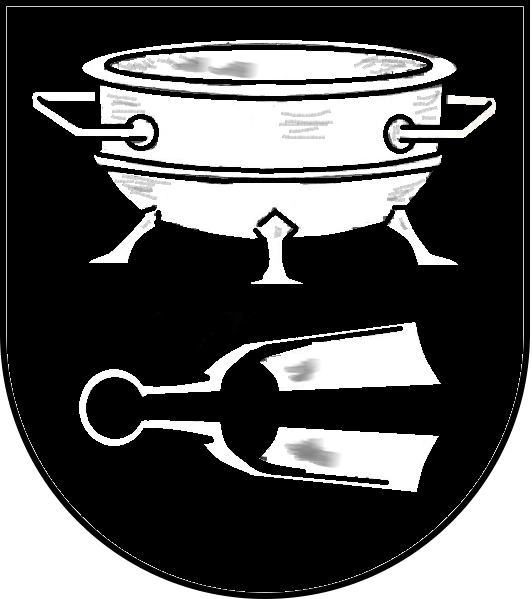
Gemeinde Schernau In Schwarz unter einem schwebenden silbernen Ölkessel mit drei Beinen, eine liegende silberne Wollschere.
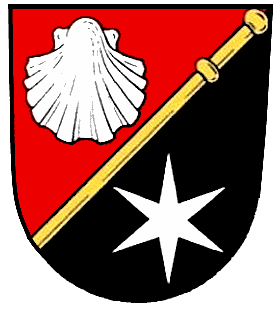
Gemeinde Sickershausen Durch einen schräg links gestellten durchgehenden Pilgerstab geteilt von Rot und Schwarz; oben eine silberne Muschel, unten ein sechsstrahliger Stern.
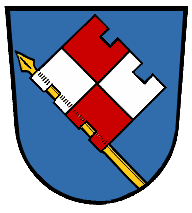
Gemeinde Stadtschwarzach In Blau ein schräggestelltes, von Silber und Rot geviertes Fähnlein an goldener Stange.
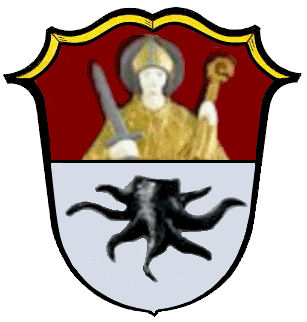
Gemeinde Tiefenstockheim St. Kilian in goldenem Bischofsornat und der Mitra in der Rechten das silberne Schwert, in der Linken den Krummstab; unten in Silber ein Baumstumpf.
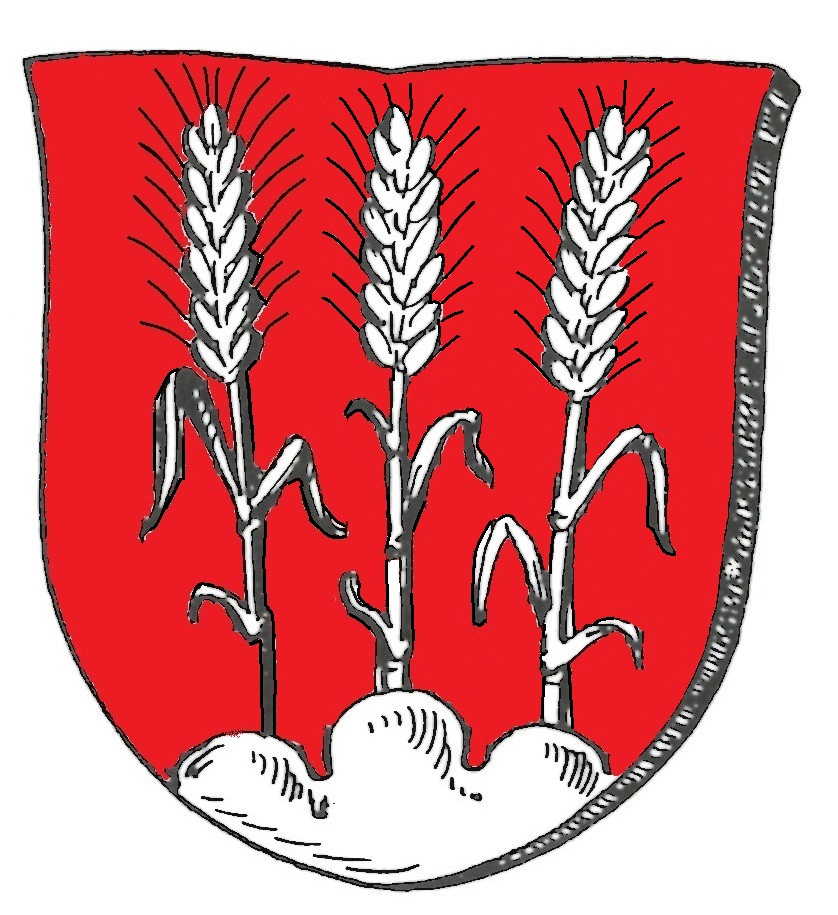
Gemeinde Westheim In Rot drei silberne, aus einem silbernen Dreiberg aufwachsende Getreideähren an aufrechten Halmen.